# Vélez de la Gomera
El penyal de Vélez de la Gomera, també anomenat San Antonio, és una petita península rocosa —abans una illa— situada a la costa nord del Marroc i inclosa en les anomenades places de sobirania, és a dir, territoris on Espanya exerceix sobirania a la costa africana. El seu nom deriva del riu i la ciutat de Bades, que hi havia a la desembocadura —els espanyols ho van deformar en Vélez i el riu el van anomenar "de la Vega"— i de la regió de Ghumara —per la tribu amaziga dels gomeres—, nom convertit pels espanyols en Gomera.
Està situat a prop de la costa, a la qual està enllaçat des del 1934), davant del uadi Tameda (en castellà, "La Rambla"). L'altura màxima és de 77 metres. A la part que mira al sud, no gaire lluny de la boca del riu Hades o de la Vega, hi havia hagut un poblet de pescadors. El puig és anomenat Campo del Moro. L'embarcador, a la part sud, és davant de l'anomenada punta de la Cala de Poniente i de la punta del Reductillo, situada a l'est de l'anterior. A 47 metres d'altura hi ha un far. Es conserven les cases i l'església, així com alguns magatzems. La plaça central s'anomena del Mercado.
Refugi de corsaris, fou atacat per la flota de Berenguer d'Oms de Santa Pau el 1506. El 1508, Ferran el Catòlic va negociar el Conveni de Sintra amb Portugal, pel qual cedia tota la costa marroquina des del cap Aguer al cap Bojador, excepte Santa Cruz de la Mar Pequeña, a canvi de poder ocupar el penyal i la zona costanera que hi ha enfront. El tractat fou signat el 13 de setembre de 1509, però ja abans Pere Navarro havia sortit amb una flota cap a Orà i pel camí tenia orde d'ocupar el penyal, refugi de pirates barbarescs. El penyal fou ocupat el 23 de juliol de 1508. El capità Villalobos fou nomenat alcaide.
En els següents anys fou atacat pels amazics de manera puntual i sense massa empenta, fins que el 22 de desembre de 1522 fou recuperat i la guarnició passada a ganivet. L'1 d'octubre de 1525 una esquadra procedent de Màlaga dirigida per Luis Hurtado de Mendoza y Pacheco, marquès de Mondéjar, va assaltar el penyal però foren rebutjats. El juliol de 1563, davant els atacs dels pirates, el rei espanyol Felip II va ordenar a Sancho Martínez de Leyva de conquerir el penyal, però una altra vegada l'atac fou rebutjat i l'expedició va retornar fracassada a Màlaga el 6 d'agost. L'any següent el rei va enviar una nova expedició sota comandament de García Álvarez de Toledo y Osorio, que va salpar el 29 d'agost de 1564, amb 93 galeres, 60 vaixells menors i més de 9000 homes; el desembarcament es va fer l'1 de setembre i l'endemà els espanyols ja havien pres posicions avantatjoses a la costa; el caid del penyal, Kara Mustafa, havia acumulat provisions per resistir un setge però la traïció del comandant de la fortalesa, el cristià Ferret, va permetre a Joan Andreu Dòria entrar-hi el dia 5 de setembre. Per aquest èxit García de Toledo fou nomenat virrei de Sicília.
La guarnició passava moltes mancances i es va haver d'autoritzar que poguessin anar a la costa a buscar queviures (1662) i la ració el 1677 era només d'uns quantes onzes diàries de galetes; als presoners de vegades se'ls deixava escapar per buscar-se la vida a la costa, ja que no se'ls podia alimentar. El penyal fou després atacat diverses vegades.
El 1680 va partir l'atac de tropes dirigides per Mulay Ahmed que foren rebutjades pel comandant espanyol Juan de Peñalosa y Estrada. Mulay Ismail hi va enviar el seu fill Muley Sidam amb 14000 homes per conquerir la fortalesa el 1701 i el 5 de febrer de 1702 van poder ocupar el fort del Cantil (a la costa); el dia 26 van desembarcar a la Caleta, però l'energia del governador Gallardo els va rebutjar i al cap de pocs dies van recuperar el Cantil i el van destruir quedant reduïdes les seves defenses només a les muralles. El 1743 la pesta va assolar el penyal. El 1775 fou assetjat per Muley Muhammad, i el novembre de 1781 fou atacat altre cop. Del 27 d'agost al 24 de setembre de 1790 fou assetjat per Muley Abdallah.

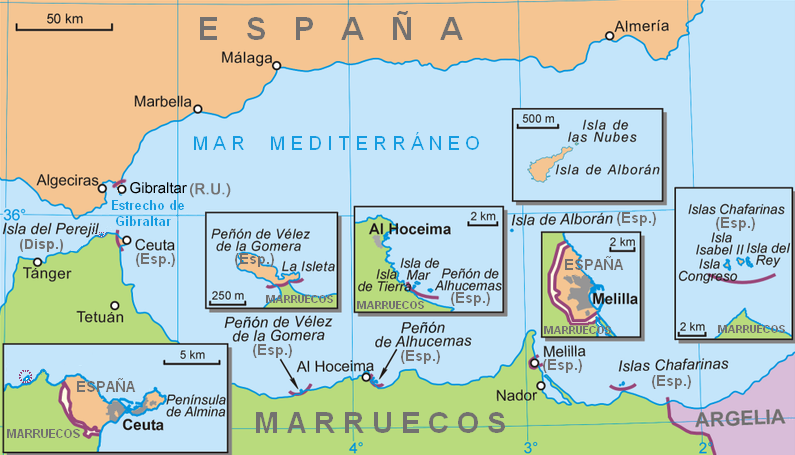
Mapa amb les Places de Sobirania espanyola al Marroc

El 1800 i 1801 s'hi van produir terratrèmols i el 1812 la fam, sempre present, el va afectar de manera especial. El 1821 fou afectat per la febre groga. El 1836 uns 45 presidiaris encapçalats per Emilio Muñoz el Cojo i Alejandro Uceda, es van amotinar i van intentar escapar però finalment foren dominats per la guarnició mercès a l'heroisme del soldat Tomas Rodeli. El 1872 un enfonsament d'una bateria va arruïnar diversos edificis. El mateix any les corts espanyoles van proposar el seu abandonament però mai es va produir.
A la segona meitat del 1921 fou atacat per Abd el-Krim però no el va poder ocupar mercès a l'ajut a la guarnició dels submarins espanyols. Un terratrèmol el 1930 va provocar alteracions orogràfiques que junt amb els sediments del riu van fer que el 1934 una llengua de terra s'hagués format entre el penyal i la costa, amb la que va quedar unida. Té una frontera de 85 metres, considerada la més estreta del món.
En aquest temps va arribar a tenir uns 400 habitants, i va tenir junta arbitral sent també port franc. La població va marxar progressivament després de 1956 i actualment només resten militars i els civils contractats pel servei d'aquests.
L'agost de 2012 hi va haver un intent d'ocupació per part d'uns activistes marroquins.